# Union City (Ohio)
Union City és una població dels Estats Units a l'estat d'Ohio. Segons el cens del 2000 tenia 1.767 habitants.

## Demografia
Segons el cens del 2000, Union City tenia 1.767 habitants, 690 habitatges, i 445 famílies. La densitat de població era de 741,6 habitants per km².
Dels 690 habitatges en un 32,8% hi vivien nens de menys de 18 anys, en un 46,1% hi vivien parelles casades, en un 13,9% dones solteres, i en un 35,4% no eren unitats familiars. En el 29% dels habitatges hi vivien persones soles el 14,5% de les quals corresponia a persones de 65 anys o més que vivien soles. El nombre mitjà de persones vivint en cada habitatge era de 2,42 i el nombre mitjà de persones que vivien en cada família era de 2,95.
Per edats la població es repartia de la següent manera: un 26,8% tenia menys de 18 anys, un 9,4% entre 18 i 24, un 26,9% entre 25 i 44, un 19,6% de 45 a 60 i un 17,3% 65 anys o més.
L'edat mediana era de 35 anys. Per cada 100 dones de 18 o més anys hi havia 80,6 homes.
La renda mediana per habitatge era de 26.442 $ i la renda mediana per família de 30.603 $. Els homes tenien una renda mediana de 28.684 $ mentre que les dones 19.211 $. La renda per capita de la població era de 14.906 $. Aproximadament el 18,8% de les famílies i el 20,8% de la població estaven per davall del llindar de pobresa.

## Poblacions més properes
El següent diagrama mostra les poblacions més properes.